# Neptunia triquetra
Neptunia triquetra är en ärtväxtart som först beskrevs av Vahl, och fick sitt nu gällande namn av George Bentham. Neptunia triquetra ingår i släktet Neptunia och familjen ärtväxter. Inga underarter finns listade i Catalogue of Life.